# Hoàng Long (xã)
Hoàng Long là một xã thuộc huyện Phú Xuyên, thành phố Hà Nội, Việt Nam.
Xã Hoàng Long có diện tích 10,57 km², dân số năm 1999 là 8.764 người, mật độ dân số đạt 829 người/km².
Xã Hoàng Long bao gồm 9 thôn và 1 cụm dân cư:
- Thôn: Viên Hoàng

- Thôn: Thanh Xuyên

- Thôn: Cổ Hoàng

- Thôn: Đào Xá

- Thôn: Hoàng Đông

- Thôn: Kim Long Thượng

- Thôn: Kim Long Nội

- Thôn: Kim Long Trung

- Thôn: Nhị Khê

- Cụm dân cư: Chợ Đồng Vàng